# مانوئل ایوری
مانوئل ایوری (انگلیسی: Manuel Iori؛ زادهٔ ۱۲ مارس ۱۹۸۲) بازیکن فوتبال اهل ایتالیا است.
از باشگاه‌هایی که در آن بازی کرده‌است می‌توان به باشگاه فوتبال تورینو، باشگاه فوتبال کیه‌وو ورونا، باشگاه فوتبال چیتادلا، باشگاه فوتبال پادوا، باشگاه فوتبال پیزا، باشگاه فوتبال چزنا، باشگاه فوتبال آ.ث. میلان، باشگاه فوتبال لیورنو، و باشگاه فوتبال وارزه اشاره کرد.